# Конституционная история Бразилии
На протяжении истории Бразилии в стране действовало семь конституций. Действующая конституция Бразилии была принята 5 октября 1988 года.

## Имперская конституция (1824—1889)

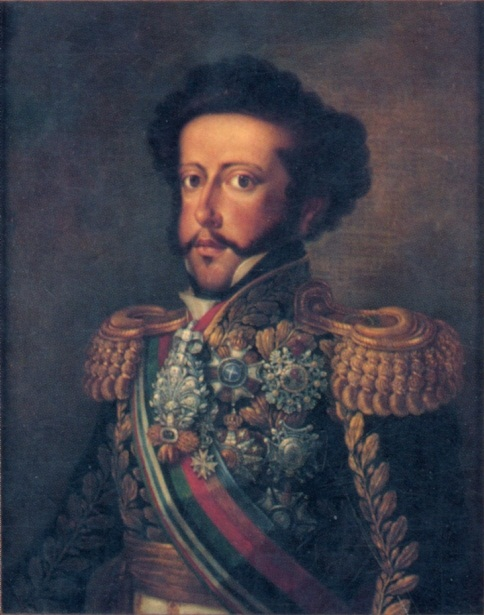
Педру I.

В 1822 году Бразилия провозгласила свою независимость от Португалии, став Бразильской империей. Первая конституция страны была написана самим императором Педру I по примеру Конституции Португалии (1822) и Франции (1814). Эта конституция отражала представления монарха о либеральном режиме и позволяла ему управлять страной.
Конституция 1824 года предусматривала систему непрямых выборов и разделение власти на четыре ветви: исполнительную, законодательную, судебную и «сдерживающую» (или «примиряющую»). Последняя давала императору полномочия разрешать безвыходные положения, созывая и распуская правительство и парламент.
Парламент империи, называвшийся Общие сборы, был разделён на две палаты: выборную Палату депутатов и назначаемый Сенат, в который сенаторы назначались императором из списка, составленного Палатой депутатов.
Конституция Педру вступила в силу 25 марта 1824 года, первые Общие сборы, избранные по ней, начали работу в мае 1826 года. Позже в неё неоднократно вносились поправки, в частности Дополнительным конституционным актом от 12 августа 1834 года, а также актами 1840 и 1841 годов.

## Конституция Старой республики (1891—1930)

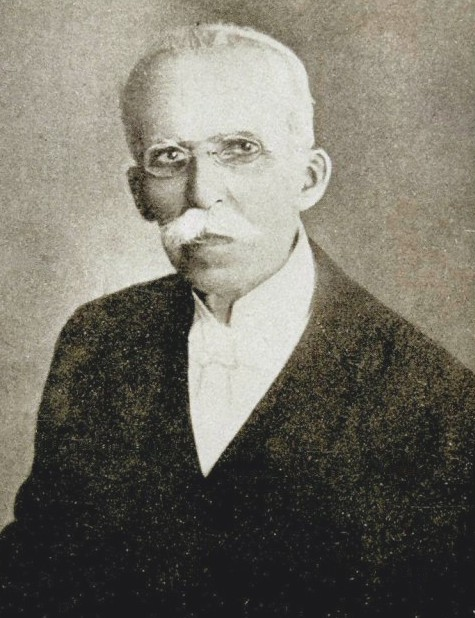
Руй Барбоза внёс большой вклад в текст конституции 1891 года.

15 ноября 1889 года в Бразилии была свергнута монархия и провозглашена республика. К власти пришло Временное правительство во главе с Деодору да Фонсекой, который в первую очередь созвал Конституционную ассамблею для разработки новой конституции.
Конституционная ассамблея, во многом опираясь на конституционный опыт США, завершила свою работу в начале 1891 года. 24 февраля первая республиканская конституция Бразилии была официально принята. Согласно данной конституции исполнительной властью в стране руководили президент и вице-президент, избираемые сроком на четыре года прямым голосованием граждан мужского пола, достигших 21 года.
Состав кабинета министров назначался президентом. Законодательное собрание — Национальный конгресс — состояло из двух палат: Сената, члены которого (по три от каждого штата) избирались сроком на девять лет, и Палаты депутатов, избиравшейся каждые три года прямым голосованием пропорционально численности населения. Органы судебной власти были представлены Верховным судом Бразилии и рядом судов низшей инстанции; их члены назначались президентом пожизненно.
Одним из показателей роста демократии в Бразилии стало наличие в Конституции билля о правах человека, включавшего специальный пункт о свободе вероисповедания.
Таким образом, первая республиканская конституция установила президентскую систему правления с тремя независимыми ветвями власти: исполнительной, законодательной и судебной. Такая структура власти сохранилась во всех последующих конституциях.

## Третья конституция (1934—1937)
В 1930 году в Бразилии произошла революция и к власти в качестве временного президента пришёл Жетулиу Варгас. Все органы власти были распущены, действие конституции приостановлено; Временное правительство управляло страной на основе декретов.
В 1932 году в штате Сан-Паулу вспыхнуло восстание, получившее название Конституционалистской революции. Главным требованием восставших было принятие новой конституции. Революция была подавлена, однако через год правительство Варгаса согласилось созвать Конституционную ассамблею для разработки основного закона.
Новая Конституция Бразилии была принята на всенародном голосовании 16 июля 1934 года. В ней были разработаны основы трудового и военного законодательств, усовершенствовано избирательное право (женщины получили возможность голосовать), а также созданы судебные и юридические органы для их реализации. Вместе с эти исполнительная власть во главе с президентом получила огромные полномочия с правом вмешательства во все вопросы политики и экономики.
Конституция предусматривала федеральный республиканский строй. Президент страны избирался прямым всеобщим голосованием сроком на четыре года без права переизбрания на следующий срок; он имел право назначать кабинет министров. Пост вице-президента был упразднён. Законодательное собрание состояло из двух палат, которые также избирались на четыре года.

## Конституция Эстадо Ново (1937—1945)

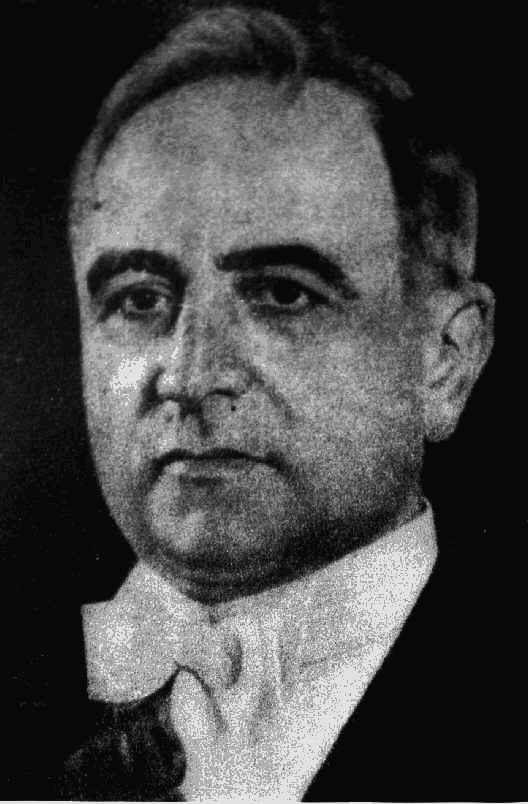
Жетулиу Варгас.

10 ноября 1937 года под предлогом коммунистической угрозы Жетулиу Варгас отменил президентские выборы и установил в стране диктаторский режим. В Бразилии было провозглашено Новое государство (Эстадо Ново) и принята новая конституция (за её основу при написании была взята Конституция Польши 1935 года).
Отличие этой конституции от предыдущей заключалось в том, что она предусматривала гораздо больше власти в руках федерального правительства. Вместо Сената был создан Федеральный совет, члены которого избирались от каждого штата Палатой депутатов и частично назначались президентом. Тенденция централизации власти особенно проявилась в пункте конституции, предусматривавшем создание Департамента государственной службы — органа для координации закупочных операций и направления средств на осуществление мероприятий, полезных для государства. Данному Департаменту была передана власть фактически над всеми административными функциями правительства, которая ограничивалась лишь контролем президента.

## Пятая конституция (1946—1967)
29 октября 1945 года Варгас был свергнут, и на состоявшихся вскоре президентских выборах победу одержал маршал Эурику Гаспар Дутра. Придя к власти, Дутра в первую очередь созвал Конституционный конгресс для разработки новой конституции.
Конституция 1946 года была приведена в соответствие с достигнутым уровнем развития бразильской демократии и была обнародована 18 сентября. В ней был провозглашён принцип прямых президентских выборов, срок полномочий президента определялся 5 годами. Новая конституция восстановила должность вице-президента, упразднённую в 1934 году.
Кроме того, эта конституция предусматривала пакет социальных реформ, содержала билль о правах, включавший в себя свободу печати, слова и совести, ограждала граждан от незаконного ареста и гарантировала право собственности. В стране, наконец, была легализована деятельность всех политических партий, за исключением коммунистической.

## Шестая конституция (1967—1988)
В 1964 году демократическое правительство Бразилии было свергнуто, и к власти пришли военные. 24 января 1967 года ими была принята новая конституция.
Конституция 1967 года усилила централизацию власти в ущерб штатам. Также была укреплена власть президента, у которого появилась возможность приостанавливать конституционные права и свободы граждан. Были отменены прямые выборы президента, которого теперь избирала Коллегия выборщиков в составе Национального конгресса и делегатов от законодательных собраний штатов.
17 октября 1969 года находившаяся у власти военная хунта внесла в Конституцию поправку, которая увеличила срок полномочий президента с четырёх до пяти лет, а также ввела косвенные выборы губернаторов штатов и отменила парламентский иммунитет. Иногда эту новую редакцию конституции считают отдельной конституцией.

## Действующая конституция (с 1988)

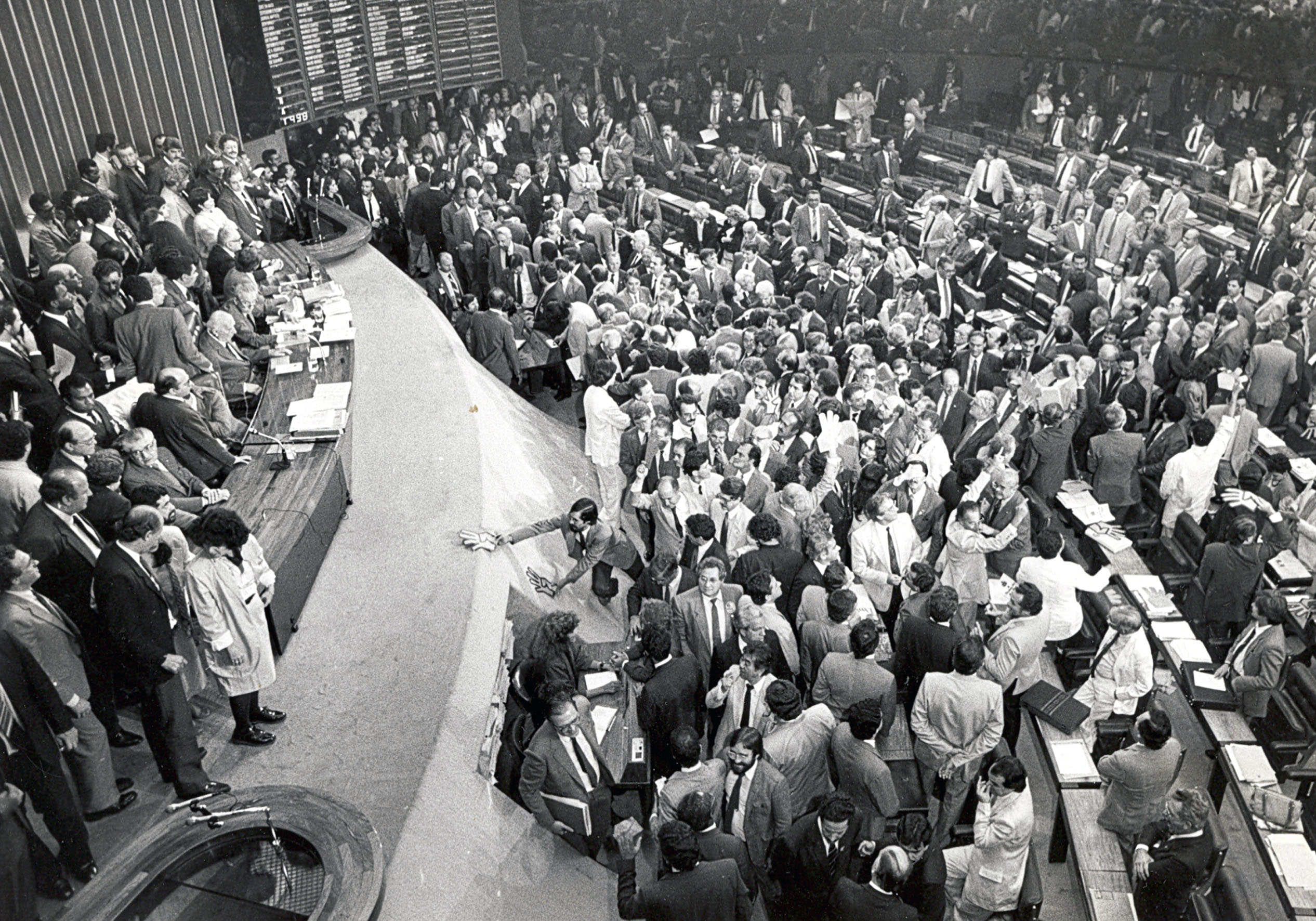
Парламентская сессия, на которой была принята действующая конституция Бразилии.

После окончания периода военной диктатуры и демократизации бразильского общества в марте 1985 года к власти пришёл гражданский президент Жозе Сарней. 18 июля он издал декрет об учреждении Временной комиссии по конституционным преобразованиям. В неё вошли 49 наиболее крупных бразильских юристов, которые отражали широкий спектр мнений (членом комиссии был и известный писатель-коммунист Жоржи Амаду). Комиссия разработала предварительный проект Конституции, который подвергся критике со стороны и левых, и правых партий. В итоге, этот проект не был представлен Конституционной ассамблее, созванной в феврале 1987 года.
9 июля 1987 года Конституционная ассамблея закончила предварительный этап работы над конституцией и вынесла свой проект на всенародное обсуждение. В течение месяца от населения Бразилии поступило более 10 тысяч поправок, под которыми подписались около 12 млн избирателей. В итоге, в конечный текст конституции были включены 122 народные поправки.
Заключительное голосование Конституционной ассамблеи состоялось 22 сентября 1988 года. Проект седьмой конституции Бразилии был одобрен большинством голосов, и 5 октября новая конституция официально вступила в силу, положив начало новому периоду в истории Бразилии.
Конституция 1988 года включает в себя 250 статей, а также преамбулу и переходные положения. В ней появились новаторские политические концепции, начиная с охраны окружающей среды и заканчивая усилением контрольных функций законодательной власти над деятельностью исполнительной.